# Frederik August Mehrtens
Frederik August (Frits) Mehrtens (geboren: Merhtens) (Hoorn, 11 mei 1922 – Amsterdam, 29 augustus 1975) was een Nederlands musicus en componist van protestantse kerkmuziek. Hij geldt als een van de belangrijkste boegbeelden van de naoorlogse protestantse kerkmuziek.
Frits Mehrtens is de achterkleinzoon van Friedrich Mehrtens, die in 1837 vanuit Lehnstedt in Duitsland naar Beets trok en daar kleermaker was. Hij werd de stamvader van een nageslacht dat niet alleen verschillende boerderijen in de omgeving van Beets bezat maar ook architecten, schrijvers en musici voortbracht. Alle kinderen en kleinkinderen van Friedrich musiceerden.
Eind 19e eeuw werd een fout gemaakt in de notatie van de achternaam bij de burgerlijke stand. Werd Friedrich Mehrtens nog correct gespeld toen zijn huwelijk in 1850 werd ingeschreven, in 1892 wordt zijn naam foutief geschreven als Merhtens, als hij als vader van bruidegom Frederik Merhtens wordt geregistreerd.
Op 11 november 1948 wordt de naam via de rechtbank weer gecorrigeerd in Mehrtens.

## Levensloop
Frits Mehrtens was de zoon van ambtenaar Gerrit Merhtens en Frieda Milberg. Hij was getrouwd met studiegenote Medicijnen Jenny Jacoba Fleur (Coosje) Bregman (1928 - 2018). Uit het huwelijk werden drie dochters geboren, waarvan Janine Mehrtens eveneens de muziekwereld in ging.
Zijn eerste orgellessen ontving hij van Evert Koning. Reeds op zijn negende speelde hij op het orgel van de kerk te Beets, van waaruit hij later samenzangdiensten voor verschillende omroepen zou verzorgen. In 2013 is in deze kerk een gedenkplaat aangebracht om het werk van Mehrtens te gedenken. Vanaf zijn zestiende jaar had Mehrtens vaste aanstellingen als organist, eerst in de Doopsgezinde kerk van Twisk en Abbekerk en vervolgens bij de Hervormde Gemeente te Enkhuizen.
Mehrtens overleed op 53-jarige leeftijd in het VU medisch centrum als gevolg van een verkeersongeluk op zijn thuisreis vanaf de Maranathakerk te Amsterdam naar Naarden, alwaar hij begraven werd. Hij was dermate bekend dat dagblad Trouw een nieuwsbericht op de voorpagina plaatste.

### Studie
Na zijn HBS-opleiding in Hoorn begon Mehrtens in 1940 een studie geneeskunde aan de Universiteit van Amsterdam. Tijdens deze studie bleef hij orgellessen volgen bij Henk Loohuijs, de organist van de Nieuwe Kerk op de Dam. Vanaf 1943 zat Mehrtens thuis in Hoorn ondergedoken om aan de Arbeitseinsatz te ontkomen. In 1948 zakte hij op een onderdeel voor zijn doctoraalexamen. Frits Mehrtens deed geen herexamen maar begon een muziekstudie met hoofdvak orgel aan het Amsterdams Conservatorium. Zijn belangrijkste leraren waren achtereenvolgens Jacob Bijster en Anthon van der Horst. In 1953 voltooide hij deze opleiding.

### Werk
Vanaf 1951 (dus nog tijdens zijn studie) tot 1955 was Mehrtens op freelancebasis werkzaam voor de NCRV. Hier was hij adjunct-hoofd van de afdeling Muziek en hoofd van de onderafdeling Religieuze muziek. Tijdens propaganda-avonden die de omroep bij plaatselijke afdelingen organiseerde, werden liederen gezongen onder leiding van Mehrtens. Van deze avonden werden opnamen gemaakt die in het NCRV-programma Zondagavondzang werden uitgezonden. Tijdens deze periode was Mehrtens ook een van de initiatiefnemers voor de bouw van het zogenaamde Sweelinckorgel (1953) van de Deense orgelbouwers Marcussen, dat in opdracht van de NCRV werd gebouwd en in een studio kwam te staan. Dit was het eerste orgel in Nederland dat gebouwd werd volgens de inzichten van de Orgelbewegung.
Van 1952 tot 1955 was Mehrtens organist van de hervormde Maranathakerk in Hilversum.
Van 1953 tot aan zijn dood was Frits Mehrtens muziekleraar aan het Hervormd Lyceum in Amsterdam en docent voor hymnologie en liturgiek aan het Conservatorium van de vereniging Muzieklyceum in Amsterdam. Een bekende leerling van hem, zowel aan het lyceum als het conservatorium, is de kerkmusicus Wim Kloppenburg.
In 1955 stapte Mehrtens over van de NCRV naar het IKOR (voorloper van de IKON), waarvoor hij tot aan zijn dood zou werken. Hij was betrokken bij de zogeheten Vroegdiensten, experimentele radiokerkdiensten met nieuwe kerkmuziek, die tot 1966 uitgezonden werden. Tevens maakte hij diverse radioprogramma’s waaronder Muziek van de Zondag, Een nieuw kerklied en Zingt het voorbedachte lied. Voor het laatstgenoemde programma trok Mehrtens het land in om in gemeentes van diverse kerkgenootschappen oude en nieuwe liederen in te studeren. Het wekelijkse programma werd later tweewekelijks uitgezonden en afgewisseld met het programma Liturgica, waarin Mehrtens elementen uit de klassiek-oecumenische liturgie en tevens recente ontwikkelingen in de liturgie besprak. Latere programma's waren Zingend Geloven (vanaf 1967) en Lied van de Week (voor tv, 1974 - 1975), die bedoeld waren om kerkgangers bekend te maken met nieuwe kerkliederen. Met zijn programma's heeft Mehrtens pionierswerk verricht. Dankzij hem zijn de vele nieuwe liederen die in het Liedboek voor de Kerken uit 1973 (en eerder in talloze proefbundels) stonden, bekend en geliefd geraakt in brede protestantse kring. Na het overlijden van Mehrtens zette zijn oud-leerling Wim Kloppenburg het werk voor de IKON voort.

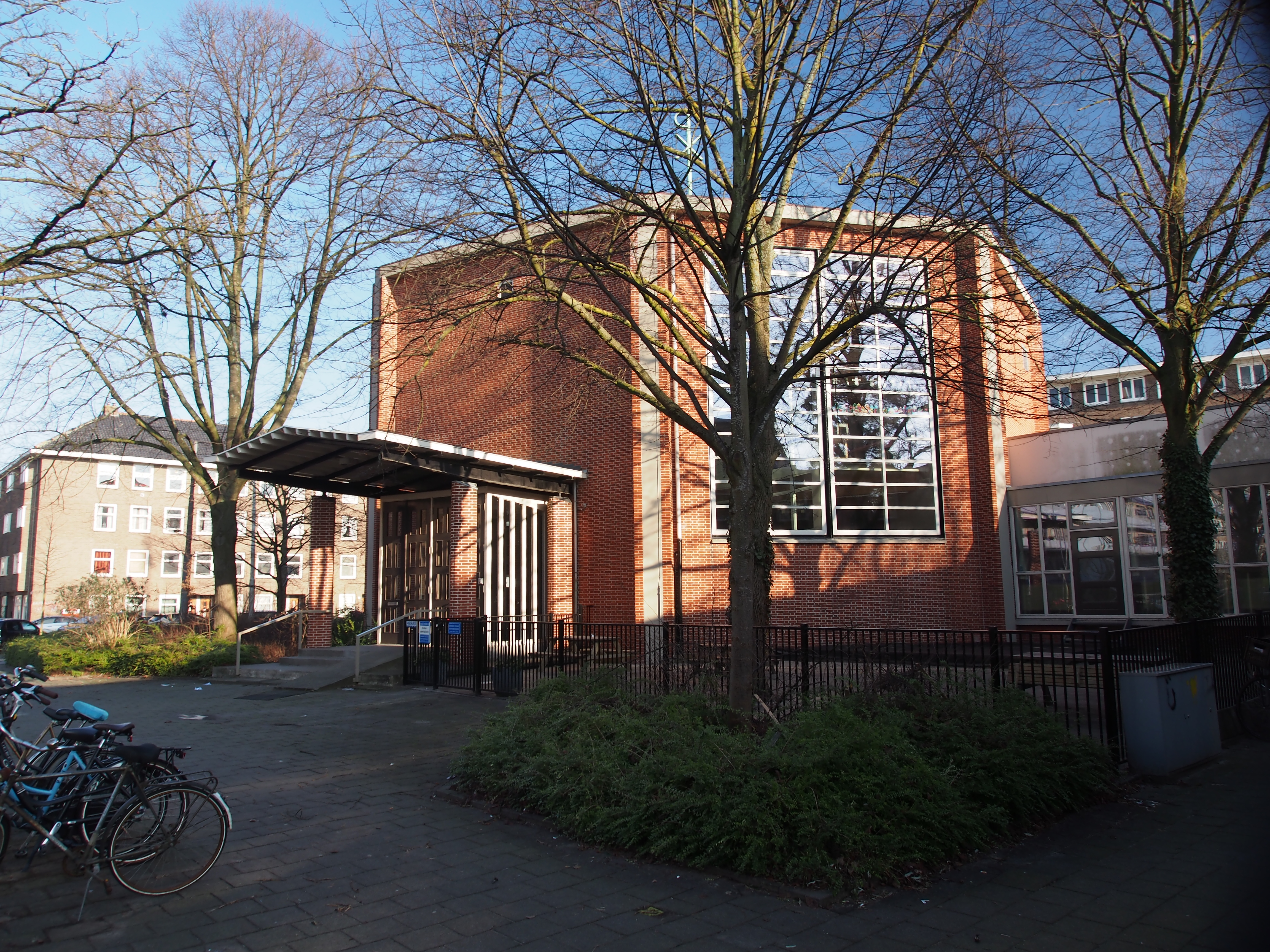
Maranathakerk in Amsterdam

Vanaf 1956 was Mehrtens cantor - organist van de Maranathakerk in Amsterdam-Zuid. Van 1957 tot 1961 organiseerde hij hier samen met de theoloog-dichter Willem Barnard en de wijkpredikant W.G. Overbosch dinsdagavonddiensten (de zgn Nocturnen), die een centrale rol speelden in de  ontwikkeling en opbloei van het Nederlandse protestantse kerklied in de 20ste eeuw. Mehrtens werd hierbij onder andere geïnspireerd door de rijke Lutherse traditie en onderhield contacten met vooraanstaande Duitse (Lutherse) kerkmusici als Helmut Bornefeld, Ernst Pepping en Siegfried Reda. Verschillende opnames van de Nocturnegemeente en -cantorij die nieuwe kerkliederen zingen werden uitgebracht op LP.
Mehrtens was vanaf 1963 lid van de Commissie voor de Kerkmuziek van de Raad voor de Eredienst van de Nederlandse Hervormde Kerk. Na een tijdelijke onderbreking maakt deze commissie in 1965 een doorstart met een illuster vijfmanschap: Frits Mehrtens, Maarten Kooij, Willem Vogel, Evert Westra en als voorzitter theoloog Casper Honders. Deze commissie was een van de belangrijkste drijvende krachten achter de totstandkoming van het Liedboek voor de Kerken (1973). Vanaf 1966 tot aan zijn dood voerde Mehrtens tevens de eindredactie van het blad Musica pro Deo. Daarnaast dirigeerde hij diverse koren en gaf hij privémuziekles.

### Liederen

#### Toelichting
Mehrtens componeerde de melodieën van een groot aantal liederen die in verschillende liedbundels zijn opgenomen, zoals het Liedboek voor de Kerken, Zingt Jubilate, Gezangen voor Liturgie, Liedboek - zingen en bidden in huis en kerk, het Duitse Evangelisches Gesangbuch en diverse Engelstalige liedboeken. Hij werkte samen met dichters als Ad den Besten, Jan Wit, Willem Barnard en Jan Willem Schulte Nordholt. Met name de nauwe samenwerking met Willem Barnard leidde tot liederen waarbij woord en toon hand in hand gingen. Mehrtens' melodieën behoren tot de populairste binnen de protestantse kerk.
De kracht van zijn melodieën, die overwegend in majeur toonsoorten zijn geschreven, ligt in de combinatie van dienstbaarheid aan het Woord (de betekenis van de Bijbeltekst) enerzijds en persoonlijke emotie anderzijds. Hij componeerde met formules, en probeerde de diepere betekenis van een tekst optimaal weer te geven met verschillende muzikale technieken. De keuze voor toonsoort, ritmiek, melodie, ambitus en harmonie staan daarbij alle in dienst van de tekst. Dit leidt regelmatig tot het ontstaan van een onregelmatige maatsoort, wat zorgt voor stuwing en doelgerichtheid in de melodie. Een duidelijk voorbeeld is te zien in het bekende lied van Willem Barnard, dat in 1956 opdracht van het IKOR voor de zondagochtenddienst op zondag Cantate werd geschreven:
(luister naar dit lied)
Zingt voor de Heer een nieuw gezang
Hij laaft u heel uw leven lang
met water uit de harde steen
het is vol wond'ren om u heen.
Elke onderstreepte lettergreep heeft een notenwaarde die het dubbele of het driedubbele van de overige lettergrepen heeft. Hierdoor ontstaat een onregelmatige maatsoort met groepen van twee en drie kwartnoten. Voor het toenmalige protestantse kerkvolk was dit revolutionair, gewend als men was aan het zingen in de regelmatige maatindeling van het Geneefs Psalter.

#### Liedboek - zingen en bidden in huis en kerk
Van de tientallen liederen die Mehrtens componeerde zijn de volgende opgenomen in het Liedboek - zingen en bidden in huis en kerk, het liedboek van PKN dat in 2013 verscheen:
- 154a   Gij werken des Heren, zegen de Heer
- 261   Licht, verlaat ons niet
- 299a   Kyrie en Gloria
- 311   Wij kiezen voor de vrijheid
- 339a   U komt de lof toe, U het gezang
- 404a   Heilig, heilig, heilig
- 408a   Lam Gods, dat de zonden der wereld
- 447   Het zal zijn in het laatste der tijden
- 448   Het volk dat wandelt in het duister
- 450   Verblijd u in de Heer te allen tijd
- 453   Wachters van de tijd
- 531   Jezus, die langs het water liep
- 536   Alles wat over ons geschreven is
- 540   Het waren tien geboden
- 556   Alles wat over ons geschreven is
- 589   O lichaam van het woord
- 650   De aarde is vervuld
- 651   Christus heeft voor ons geleden
- 652   Zing jubilate voor de Heer
- 655   Zing voor de Heer een nieuw gezang
- 763   Zij zullen de wereld bewonen
- 764   Een zaaier ging uit om te zaaien
- 765   Gij hebt met uw brede gebaren
- 990   De laatsten worden de eersten
- 991   De eersten zijn de laatsten

### Publicaties

#### Publicaties (mede) door Frits Mehrtens
- 1951 - Kinderen van één vader. Een nieuwe liederenbundel voor gezin, zondagsschool, verteluur, kinderdienst en kinderclubs - H.J.W. Modderman, M.E. van Ebbenhorst Tenbergen, C.E. Jolles, B. Wierenga-Aalbers en Frits Mehrtens
- 1957 - Tien jaar kerkbouw - W. Barnard, F. Mehrtens, B.B. Westerhuis en W.G. Overbosch
- 1960 - Kerk & Muziek (= deel 18 in de serie Praktisch Theologische Handboekjes) - Frits Mehrtens - ISBN 9023910117
- 1962 - Het orgel in de kerk - Frits Mehrtens en W.G. Overbosch
- jaar onbekend - Wie zingt mee? - 47 liederen voor 4-st. kinderkoor - Gerard van Hulst, A. Kroese, Piet van Aalten, Jacques Bleij, C.S. Houwing-Feldman Boer en Frits Mehrtens

#### Publicaties over Frits Mehrtens
- 1975 - Frits Mehrtens, een gedrevene door geloof - artikel n.a.v. zijn overlijden in Trouw van 1 september - prof. dr. G.N. Lammens
- 1976 - Muziek op woorden - teksten van Frits Mehrtens bijeengelezen en ingeleid door prof. dr. G.N. Lammens - ISBN 9025940897
- 1976 - Je hoort het Frits allemaal zeggen - bespreking van de uitgave Muziek op woorden in Trouw van 28 februari - P. Oussoren
- 1995 - Frits Mehrtens, exegeet en liturg - artikel in Eredienstvaardig, XI jrg, augustus - Hans Jansen
- 2000 - Ik ben een orenjongen - artikel in EREdienst, themanummer over Frits Mehrtens, 27ste jrg, nr. 4, augustus - Jan Smelik

## Betekenis van zijn werk
Mehrtens heeft zich met zijn radio- en tv-programma's in brede lagen van de kerkelijke bevolking ontwikkeld tot wellicht de bekendste vertegenwoordiger van de Nederlandse protestantse kerkmuziek in de tweede helft van de 20ste eeuw. Als presentator wist hij als geen ander kerkmuziek, waaronder veel nieuwe liederen, te promoten. Ook op de vele zangavonden die hij organiseerde bracht hij zijn enthousiasme op bezielde wijze over op zowel kerkgangers als leiders van christelijke jeugdverenigingen en onderwijzers. Hij beperkte zich daarbij niet tot protestantse kringen maar bezocht ook bijeenkomsten van Rooms - Katholieke kerkmusici, om hen kennis te laten maken met de nieuwe wind die waaide in de protestantse kerkmuziek.
In de eerste helft van de 20ste eeuw lag in de eredienst van het Nederlandse protestantisme nog een sterke nadruk op het gesproken woord. Muziek was beperkt tot het zingen van een enkel couplet van een lied, ter afwisseling van de bijbellezingen, gebeden en de preek. De visie op kerkmuziek was dat zingen weliswaar ter stichting van de gelovigen kon fungeren, maar ondergeschikt was aan het gesproken, verkondigende woord. Mehrtens bepleitte dat ook kerkliederen een verkondigende functie kunnen hebben, wat sterk naar voren kwam in de nieuwe liederen die bijvoorbeeld Willem Barnard en Jan Wit dichtten. Het kerklied was voor hem het hart van de kerkmuziek èn van de gemeente, een van de meest essentiële onderdelen van de liturgie.
Mehrtens was zich er van bewust dat (met name nieuwe) kerkmuziek alleen voet aan de grond kon krijgen als er voldoende kennis, begrip en vertrouwen kon worden gekweekt bij de theologen, dus bij de predikanten. Met een grote dosis kennis, ook op het gebied van theologie, en redenerend vanuit de ratio in plaats van de emotie wist Mehrtens een essentiële brug te slaan tussen theologie en kerkmuziek, en zo het belang van kerkmuziek in de eredienst overtuigend over te brengen.